# Cerrillos (estación)
Cerrillos es una estación ferroviaria que forma parte de la Línea 6 de la red del metro de Santiago de Chile. Se encuentra subterránea, siendo la estación terminal de esta. Es antecedida por la estación Lo Valledor y se encuentra ubicada en la intersección de las avenidas Pedro Aguirre Cerda-Camino a Melipilla con Departamental-Avenida Buzeta.

## Historia
Hasta febrero de 2014, estaba proyectada como el terminal de la Línea 6 por el lado sur-poniente. En junio de 2011, en marco de la presentación oficial de las nuevas líneas 3 y 6, se indicaron algunas de las novedades que traerá esta estación y todas las que conformarán el trazado de la línea 6. Entre ellas, puertas en andenes, pilotaje automático de trenes, electrificación aérea y andén central para facilitar el flujo de pasajeros en las estaciones terminales.

### Accesos
| Acceso | Intersección                                  |
| ------ | --------------------------------------------- |
| A      | Av. Departamental con Av. Pedro Aguirre Cerda |

## MetroArte

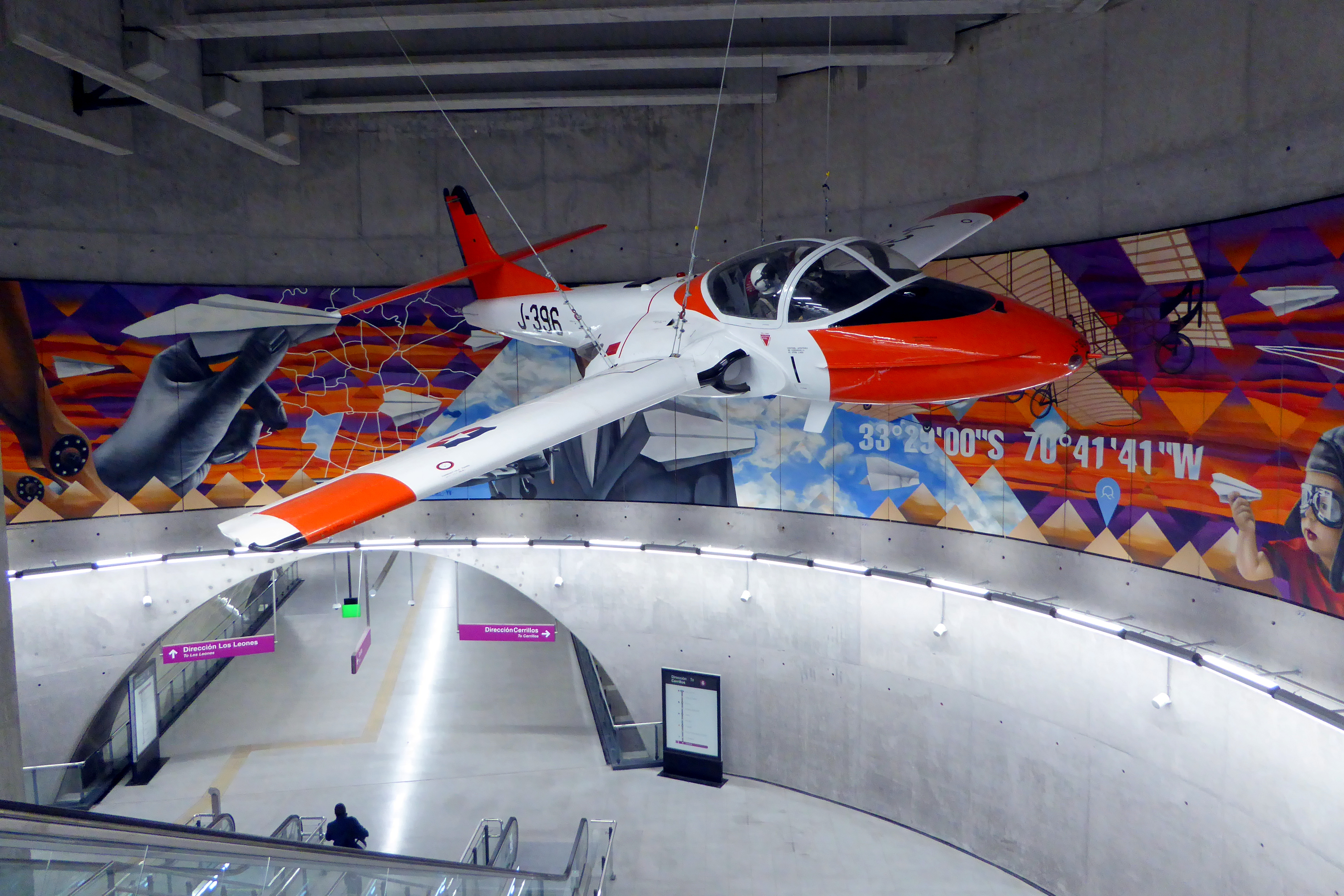
Obra «El sueño de volar» de José «Alme» Yutronic, ubicado dentro de la estación. Se trata de un Cessna T-37 Tweet de la FACH.

En el interior de la estación se encuentra la obra El Sueño de Volar, creado por el artista José Yutronic. Se trata de un mural que retrata la aeronáutica chilena, los deseos de volar (representado por el avión de papel) y el momento de mayor apogeo de la aeronáutica representado por el avión y la comuna de Cerrillos en el mapa comunal de la ciudad (su importancia se da por ser la comuna donde se localizaba el Aeródromo Los Cerrillos hasta el 2006). Curiosamente, las coordenadas inscritas en el mural apuntan directamente la ubicación de la estación.
Además del mural, la obra también está complementada por un avión Cessna T-37 Tweet donado por la FACH, el cual se encuentra colgado sobre las escaleras que conectan la mezanina con el pasillo de cambio de andén.

## Origen etimológico
La estación se ubica en la comuna de Cerrillos. El nombre de la comuna recuerda al clausurado Aeródromo Los Cerrillos (a la cual también se hace referencia en el pictograma de la estación), ubicado donde actualmente se emplaza la Ciudad Parque Bicentenario.
Originalmente la estación iba a ser nombrada como Pedro Aguirre Cerda, sin embargo en enero de 2012 fueron anunciadas modificaciones al trazado de la Línea 6, con lo que la estación fue renombrada como Cerrillos.

## Taller Cerrillos
En la Avenida Salvador Allende, a 1400 metros de la estación, se encuentra el Taller Cerrillos de la Línea 6 del Metro de Santiago. En este lugar se guardan, limpian y mantienen los trenes que hacen servicio de pasajeros en la línea mencionada.

## Galería

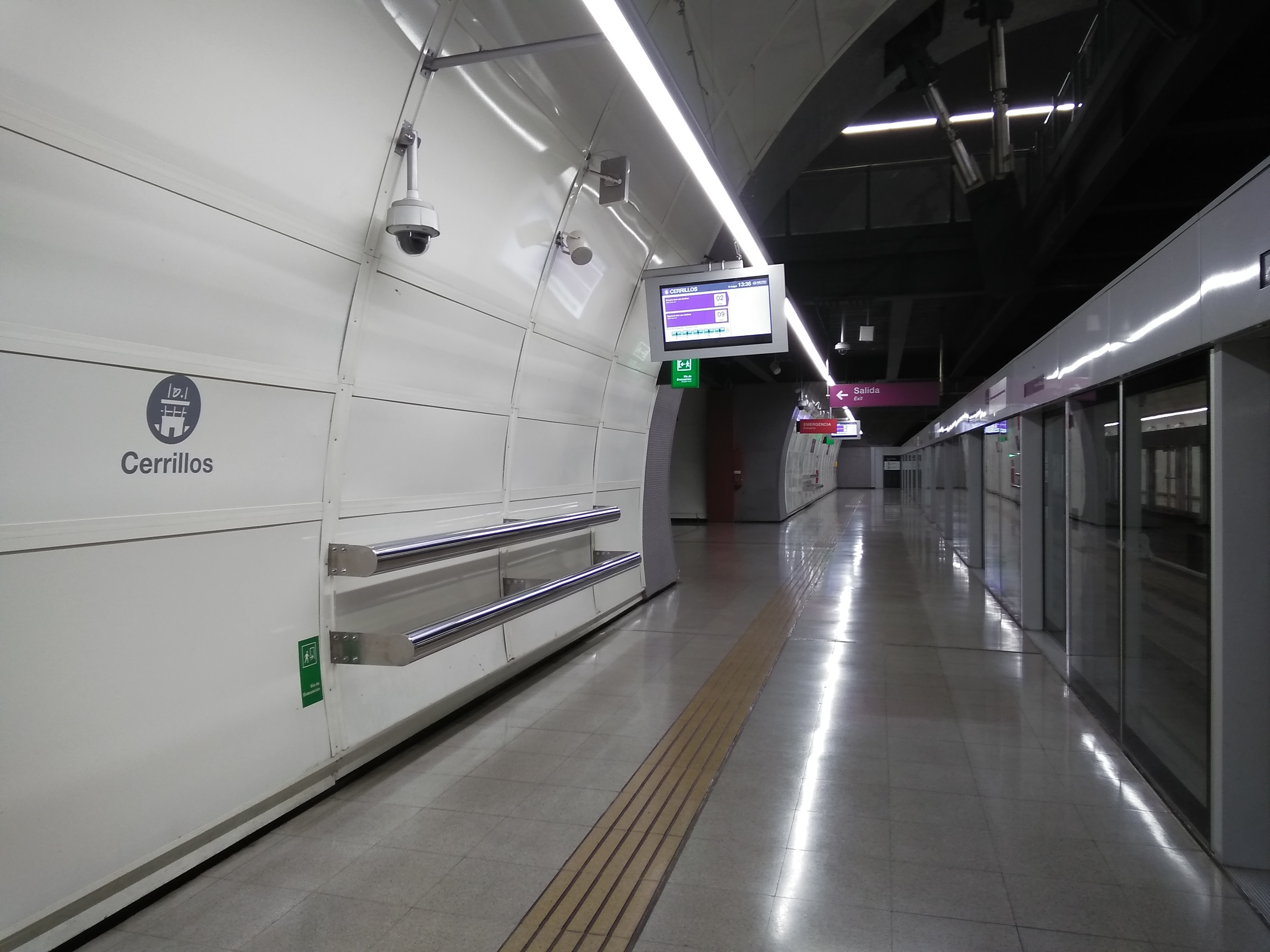
Andén en dirección Los Leones.
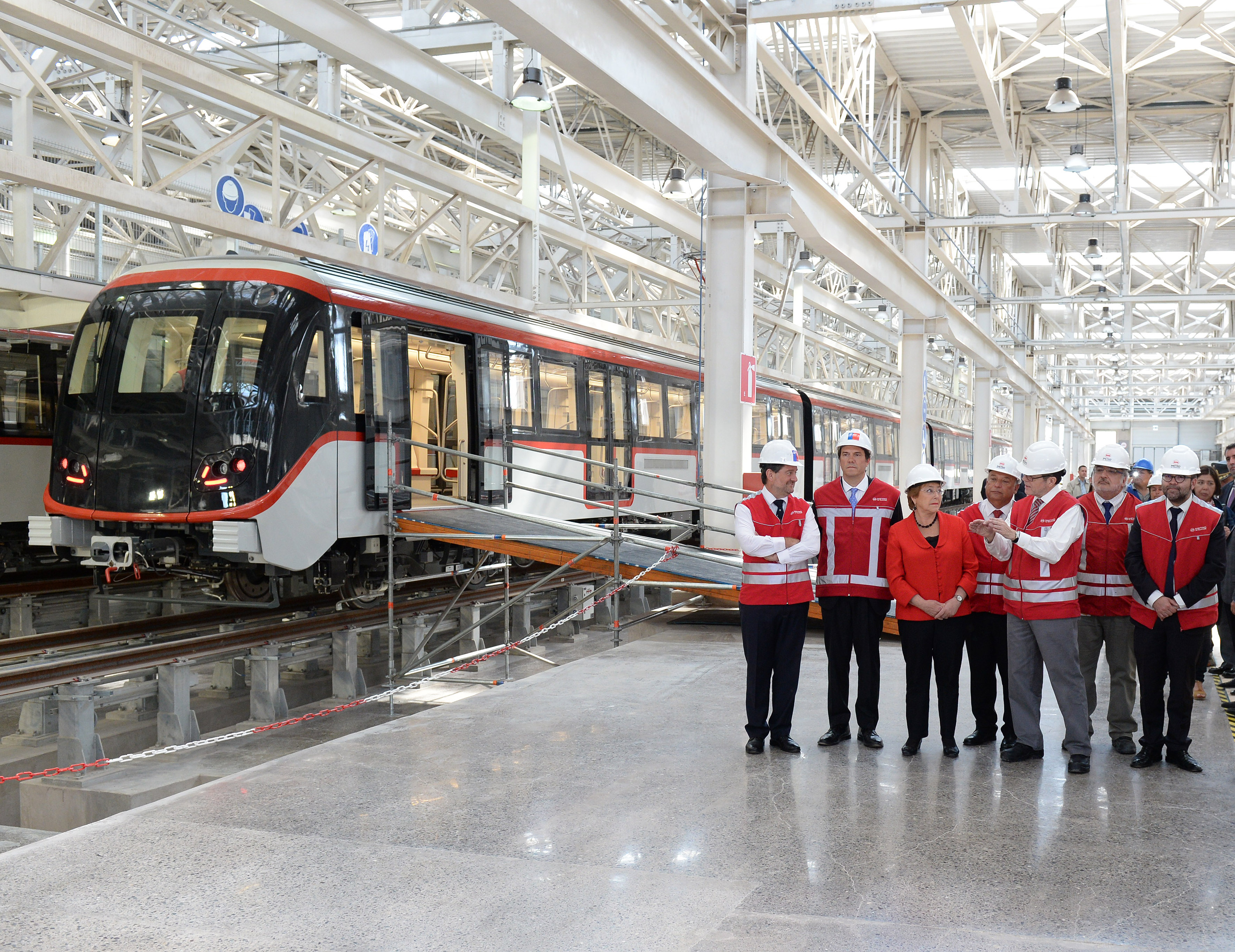
Talleres de Cerrillos.
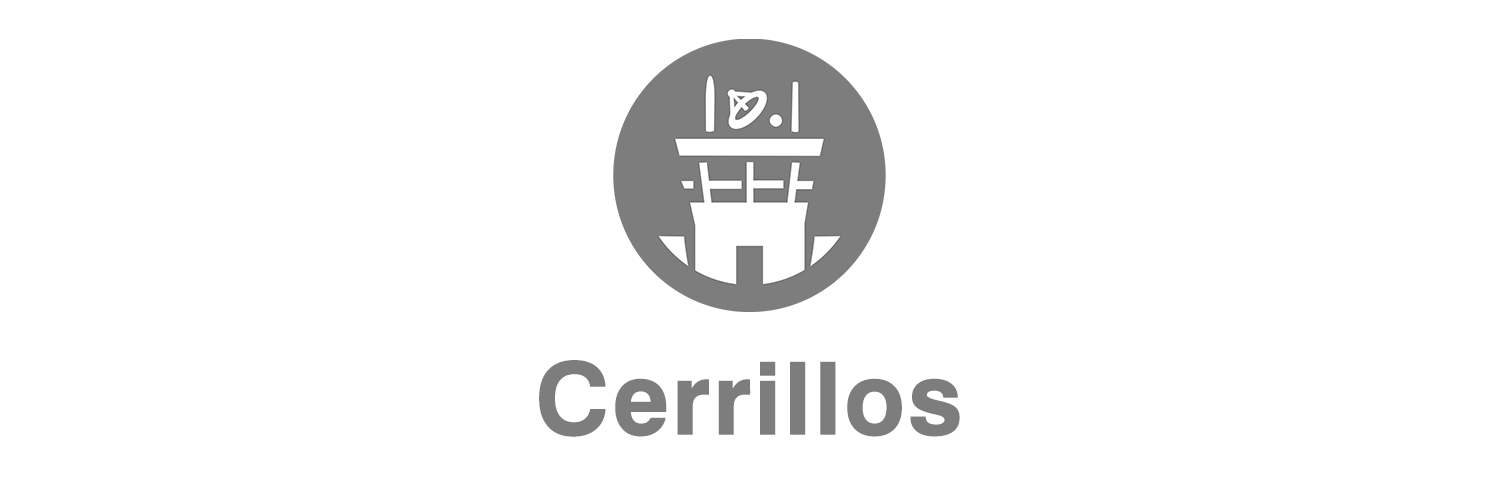
Cenefa utilizada en los andenes de la estación.

## Conexión con Red Metropolitana de Movilidad
La estación posee 7 paraderos de la Red Metropolitana de Movilidad en sus alrededores, los cuales corresponden a:
| Paradero/ Código                    | Recorridos |
| ----------------------------------- | --- |
| Parada 1 / Metro Cerrillos (PI181)  | 108 (Maipú) - 109 (Maipú) - 109n (Maipú) - 113 (Ciudad Satélite) - 113c (Ciudad Satélite) - 115 (Villa El Abrazo) - 115c (Villa El Abrazo) |
| Parada 2 / Metro Cerrillos (PI1624) | 109 (Renca) - 109n (Plaza Italia) - I25 (Villa Silva Henríquez)                                                                            |
| Parada 3 / Metro Cerrillos (PI1375) | 102 (Pie Andino) - 107 (Av. Depatamental) - 108 (La Florida) - I25 (Portal Oeste) - I26 (Fin del recorrido / Av. Portales)                 |
| Parada 4 / Metro Cerrillos (PI1623) | 113 (Metro Los Héroes) - 113c (Fin del recorrido) - 115 (Metro Los Héroes) - 115c (Fin del recorrido)                                      |
| Parada 5 / Metro Cerrillos (PI59)   | 102 (Metro Las Rejas) - I01 (Villa Los Héroes) - I18 (Rinconada) - I25 (Villa Silva Henríquez)                                             |
| Parada 6 / Metro Cerrillos (PI58)   | 102 (Metro Las Rejas) - 107 (Ciudad Empresarial)                                                                                           |
| Parada 7 / Metro Cerrillos (PI1320) | 113 (Metro Los Héroes) - 115 (Metro Los Héroes)                                                                                            |